# 車仔麵

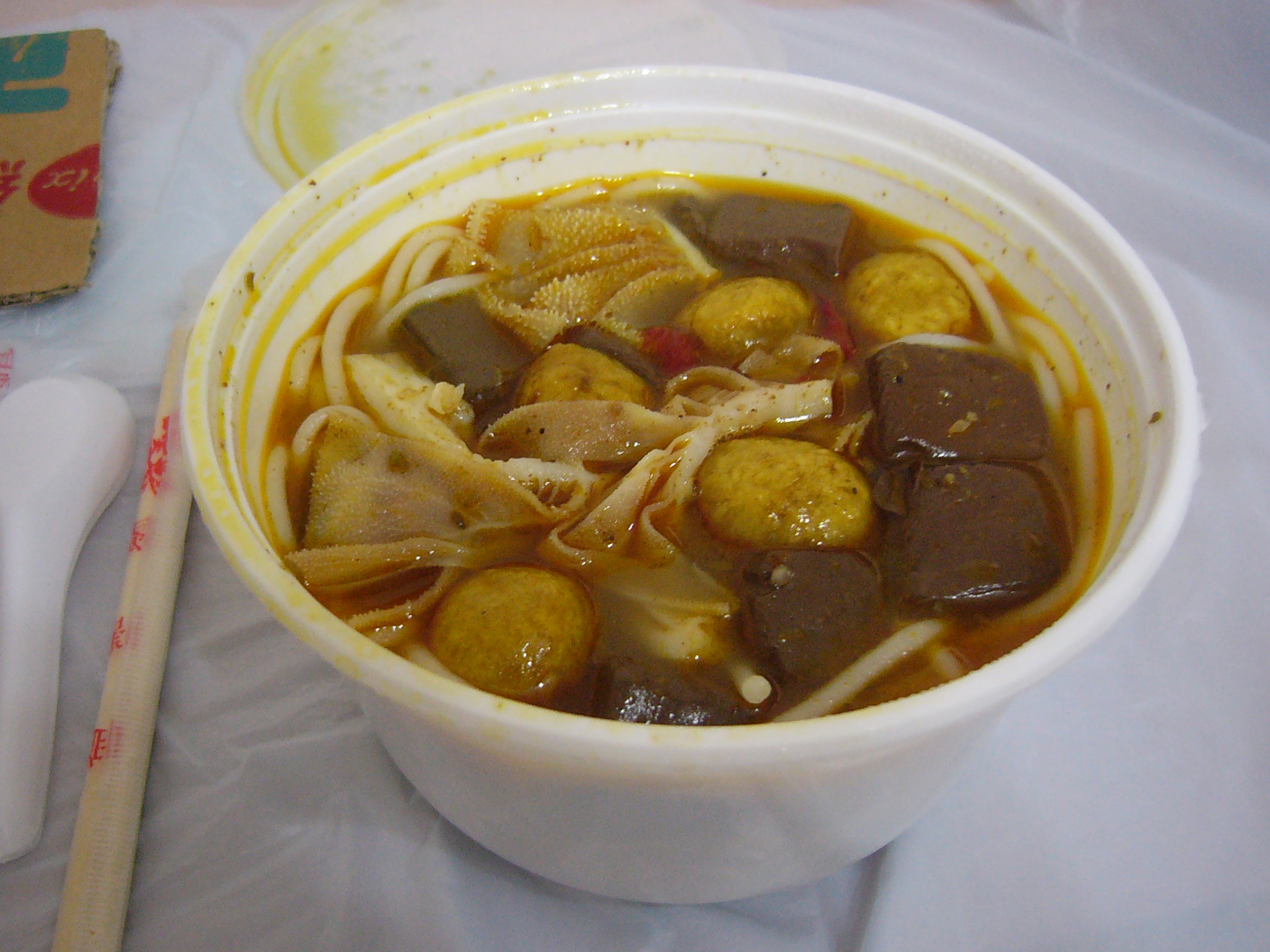
地道的港式車仔麵，圖中配料分別是猪血、鱼丸和牛柏葉，並附有咖喱汁。

車仔麵（粵語發音：[ce1 zai2 min6]）是興盛於香港的一種麵食，名稱的來源是因為舊時的攤販多以經過改裝的木頭車流動經營這種麵食。車仔麵又有人稱為「嗱喳麵」（粵語發音：[laa5 zaa2 min6]），據稱和興盛於馬來西亞的「拉揸麵」一樣，都音譯自潮州话读音的「拉雜麵」（lag8 zab8 mi7），其中「拉雜」（lag8 zab8）同粵語中解作「不衛生」的「嗱喳」（laa5 zaa2）只是剛好諧音，正解應該是雜亂無章、大雜燴的意思，符合車仔麵容許食客們自己隨意選擇麵條、湯底及配料的特色，另一觀點是早年香港的車仔麵在後巷準備食材、在街頭推車售賣，擺賣的地點也不衛生，因為污糟而被冠以「嗱喳」亦反映了這種境況。現今原有推車仔擺賣麵食的車仔檔已經被淘汰，定點經營的車仔麵店則在港九各區仍然可見，有一些茶餐廳或美食廣場的檔位亦供應車仔麵類似形式的麵食。

## 起源

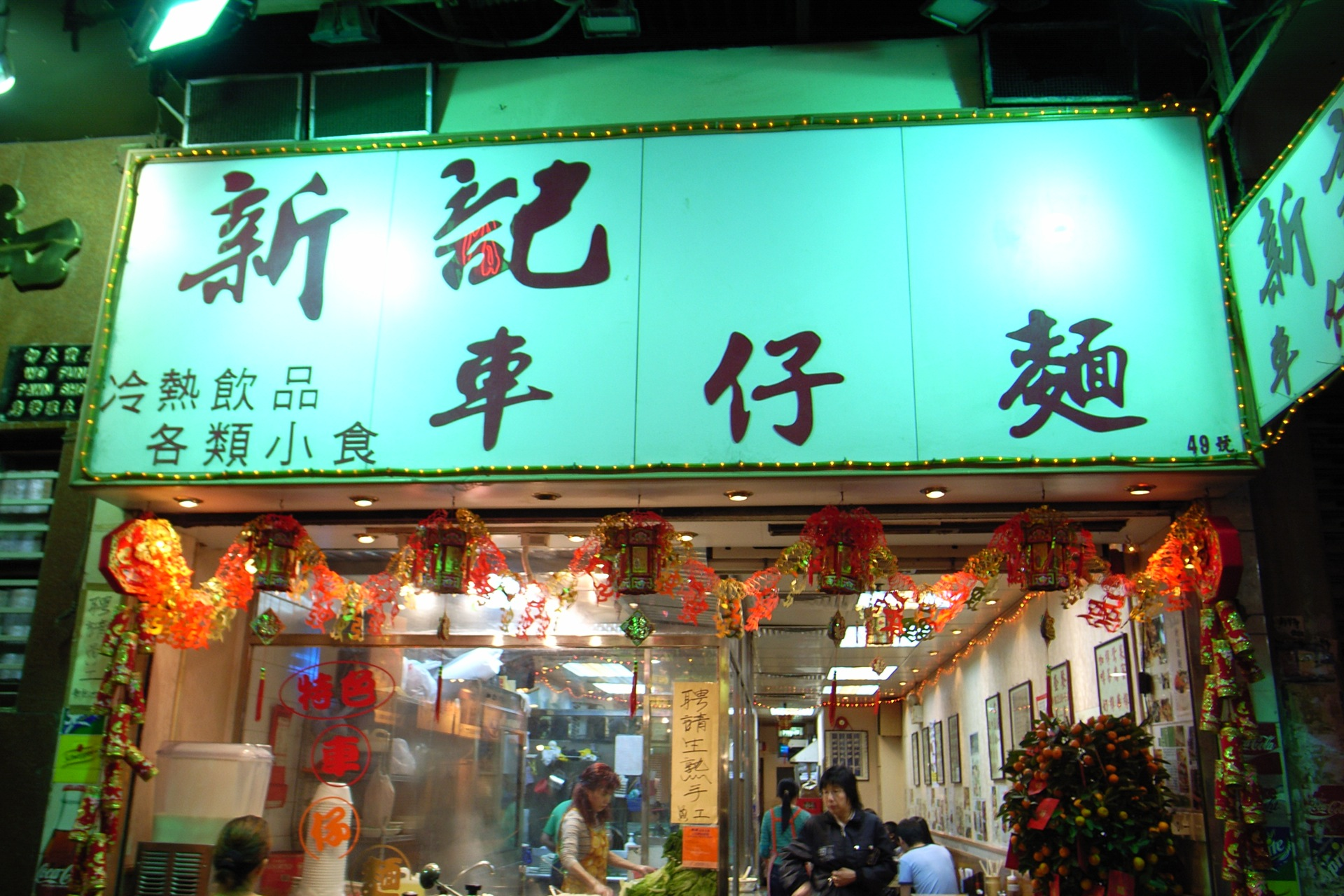
車仔麵茶餐廳

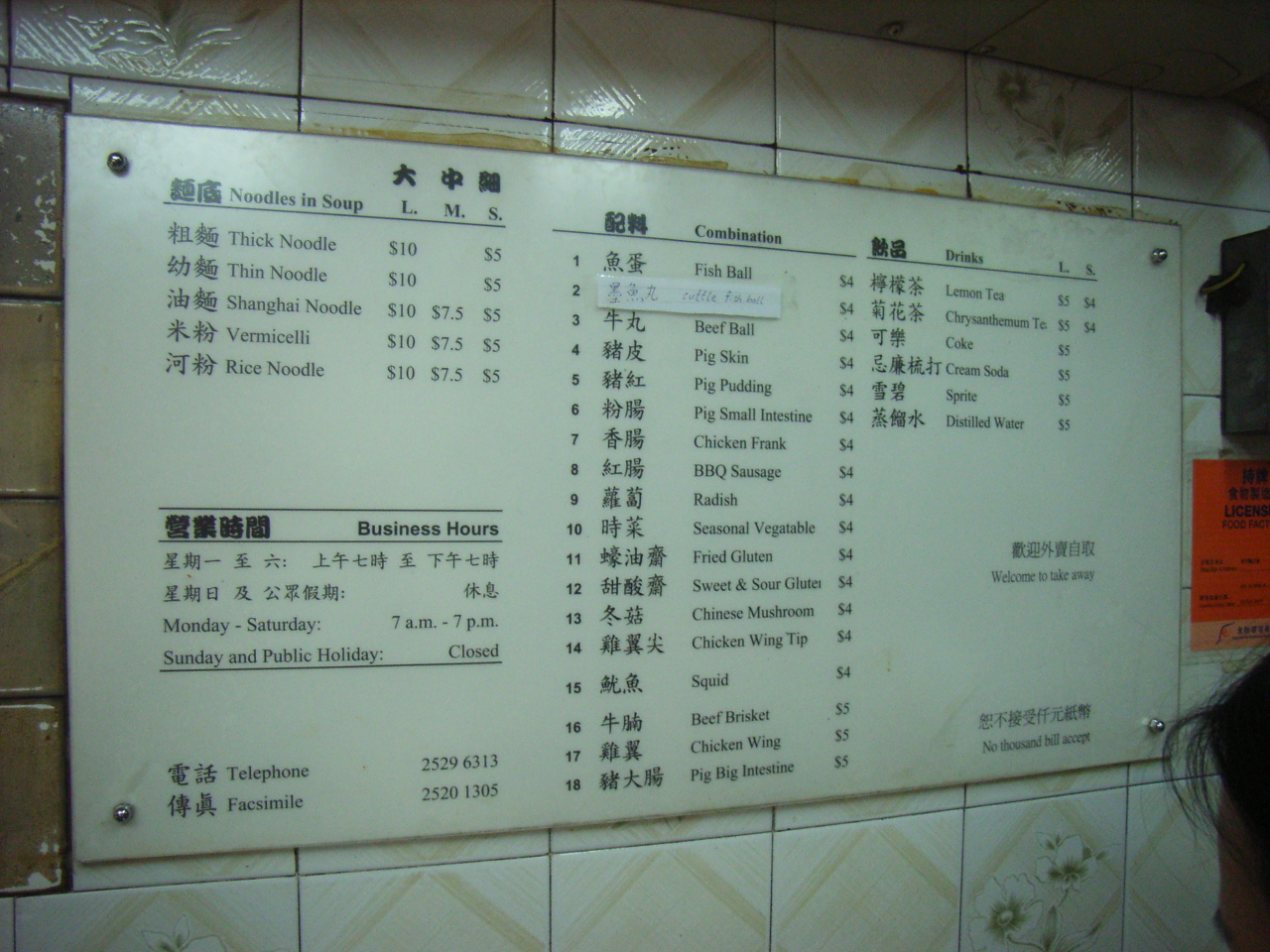
在灣仔街頭的一張車仔麵餐牌

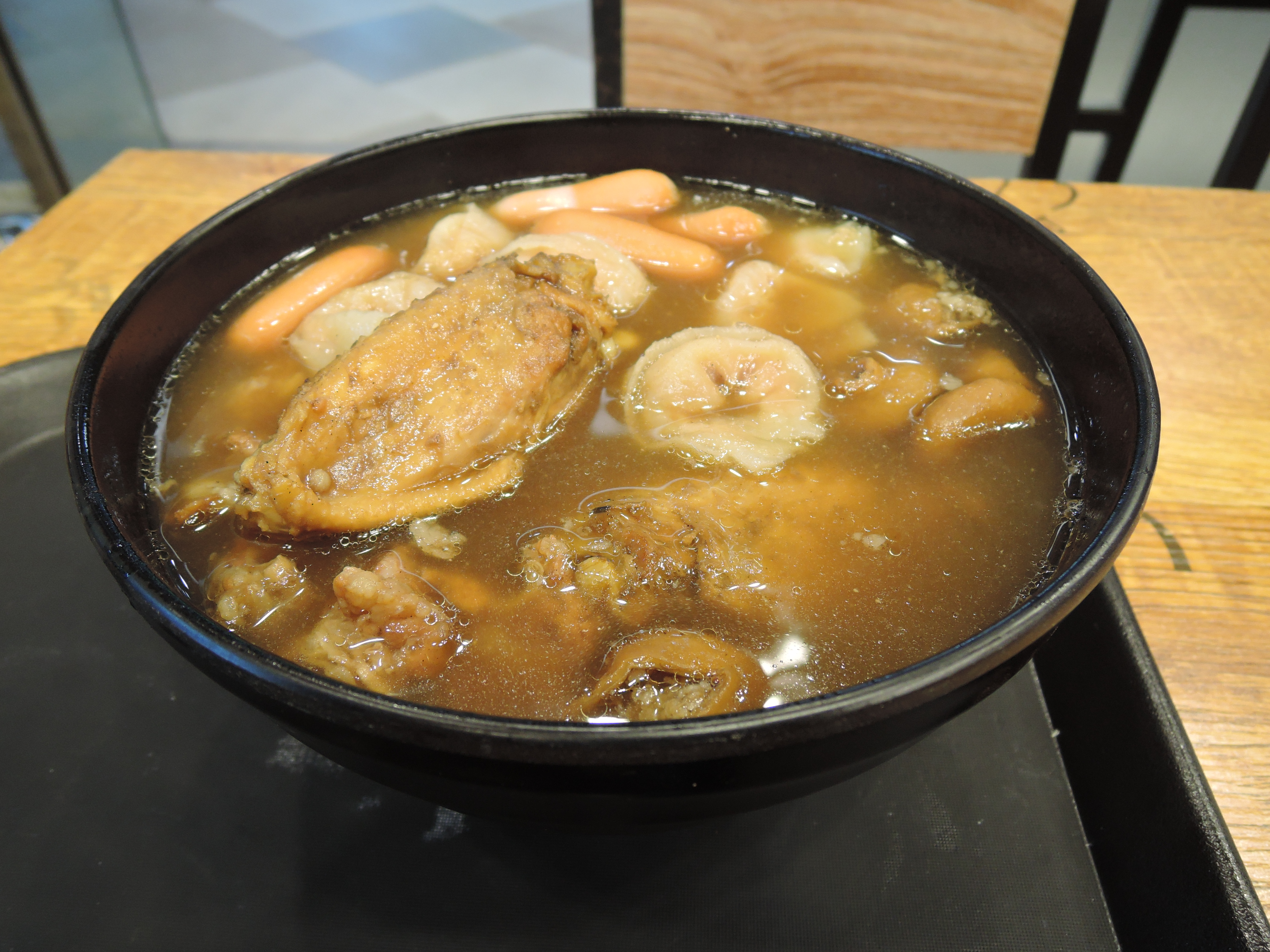
車仔麵

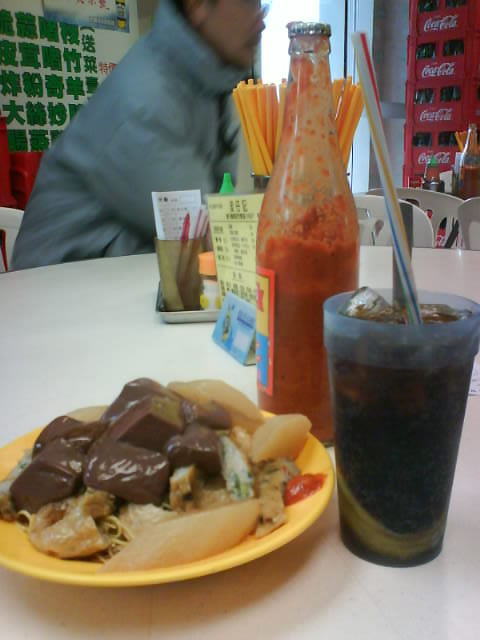
進食車仔麵平時會配搭飲料和調味醬

車仔麵出現在1950年代的香港，由於當時香港經濟尚待發展，來自中國大陸的難民大量湧入香港，居民謀生困難，香港的街頭便湧現了一些流動攤販。於是便有人以手推的木頭車設置麵檔在早上和下午擺賣魚蛋、蘿蔔及粉麵等熟食。由於流動麵檔出售的食品價格相宜，顧客可以自由選擇麵條、湯汁和配料，只要付出少量金錢便能飽餐一頓，所以車仔麵在當時甚受歡迎。

## 經營
販賣車仔麪的車仔檔由木頭車改造而成，因為擺賣車仔麵的小販大部分是無牌經營，一旦被捕，經營用的器具就會被充公，所以車仔檔是用最廉價的材料組裝而成，減低被捕後被充公的損失。木頭車的上半部裝有金屬造的「煮食格」，能夠分別放置湯汁、麵條和各種配料。因為車仔麵是流動經營，所以使用火水作為燃料，用來加熱「煮食格」的火水爐位於木頭車的下半部，用來裝火水的火水罐設有手柄，使用時利用手柄向火水罐泵氣，火水受壓便會在罐內氣化，經銅喉傳到爐頭。車仔麵的木頭車裝有用彈簧製造的簡易避震裝置，有減震的作用，可減少推車時在煮食格內的湯汁被震瀉的機會。當時經營車仔麵的流動熟食小販，常在凌晨在市區的後巷準備食材，至清早便把木頭車推到街上開始販賣麵食。
無牌在街頭擺賣車仔麵是違法的，也不是隨便可以推車出來擺賣。在市區擺賣的小販過往是由市政局屬下的市政總署管理，該署會派出小販管理隊驅趕包括車仔麵檔在內的無牌小販，由於被捕後除了會被罰款外，生財工具也會被充公，所以小販管理隊一旦出現，車仔麵的檔主便要立即推車逃走，這種情況在香港又叫「走鬼」。在1980年代前，警察不時以收「茶錢」為名向街頭小販索取保護費，這類非法索款又俗稱「收規」，要擺賣就必須持續給執法人員「茶錢」，警察會對肯給「茶錢」的小販視而不見，當時的小販管理隊也有苛索金錢的情況，所以有部分車仔麵檔會在街上擺放枱凳給光顧的客人使用，碗筷會清洗後重用，然而賺到的錢很多都要支付給非法索款的執法人員。為了打擊香港警方及其他執法部門猖獗的貪污，挽回市民對政府的信心，港督麥理浩在1973年決定成立總督特派廉政專員公署，大力打擊警察及其他執法部門的非法收錢行為，政府部門亦加強執法打擊非法流動熟食小販，所以在1980年代的車仔檔都轉用即棄碗筷，一旦市政總署的小販管理隊來到，就立即推車趕快離開，由於執法漸趨嚴格，到1990年代以後已很難在街上見到有小販公然在街頭擺賣車仔麵，之後只有小部分屬於私人業權範圍的街道或後巷，因為缺乏管理或通過租賃等方式，仍有少量推車仔經營的粉麵檔，雖然在私人管理的街巷擺賣熟食並不涉及阻礙公共街道，不過因為衛生條件不符合申領販賣熟食牌照的要求，所以仍屬非法擺賣熟食。

## 現在

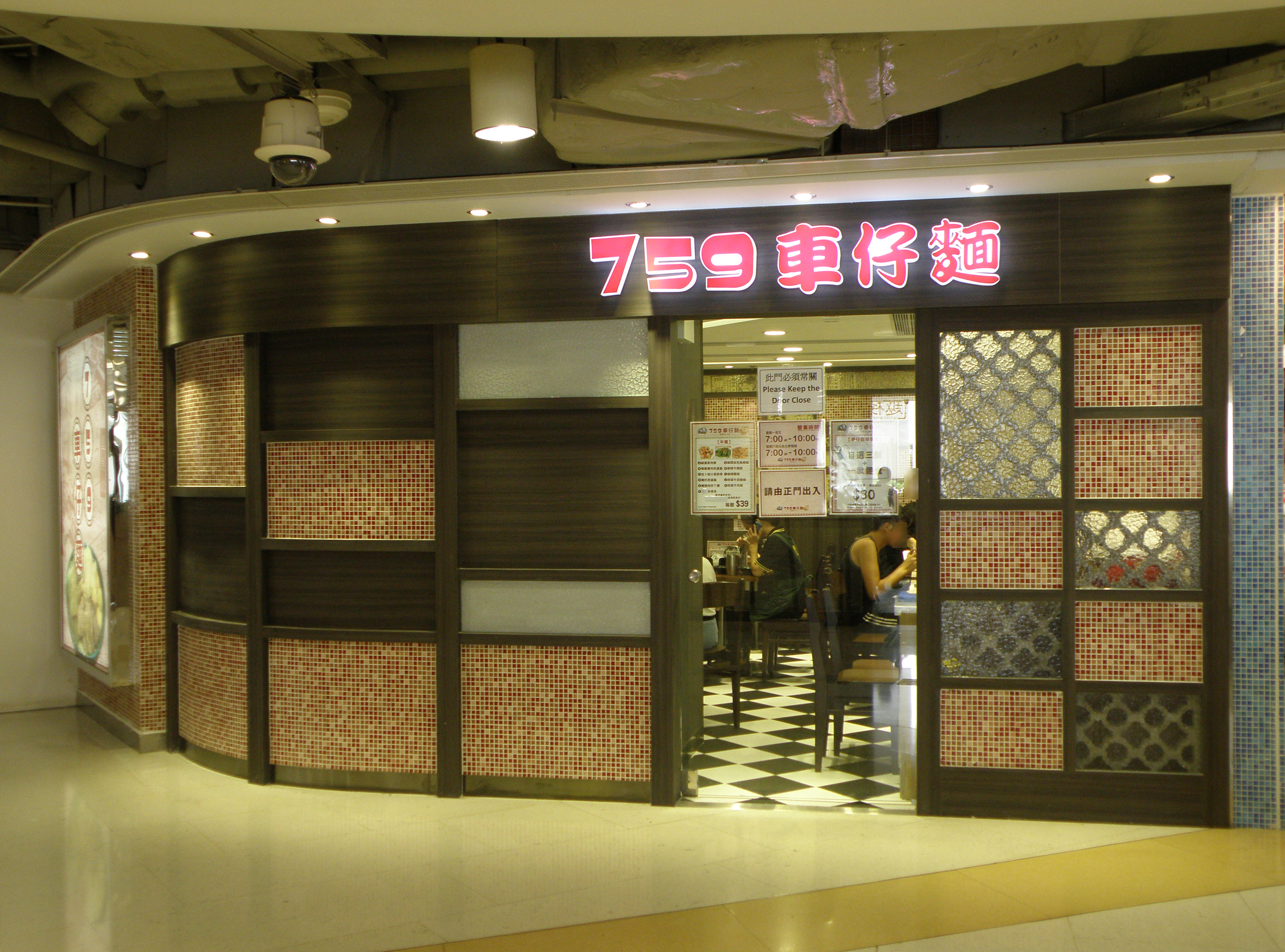
759車仔麵

隨着生活水平改善和衛生要求提高，加上政府加強對流動小販的管制，街頭熟食小販漸漸消失。車仔麵逐漸改為在熟食中心或店鋪定點經營。車仔麵容許食客自由選擇麵條、湯汁及配料的模式，也被引入到茶餐廳和食堂，成為餐牌上的菜色，也有小型專售車仔麵的店舖，甚至有走「高檔」路線的。車仔麵的配料也愈來愈豐富，麵條和湯汁亦有多種選擇。

## 配料
以下是車仔麵的常見配料，但以前推車仔經營的車仔麵，一般只會有成本較低的魚蛋、豬皮、豬油渣、豬大腸、雞翼尖、蘿蔔和生菜之類。一碗面的價錢通常已包括一至兩種自選配料，顧客可以加錢增加更多種類的配料。
- 牛丸
- 墨魚丸
- 貢丸
- 豬紅
- 豬皮
- 豬大腸
- 雞中翼
- 雞翼尖
- 牛柏葉
- 牛腩
- 魷魚
- 燒賣
- 蘿蔔
- 冬菇
- 蔬菜
- 蟹柳
- 紅腸
- 芝士腸
- 煙肉
- 雲吞
- 餃子

2018年，有專欄報導稱車仔麵的配料當中，最美味的是在熱湯中浸至軟熟及吸收了湯汁的蘿蔔。

## 麵條
早年可以選擇的麵條通常是米粉、河粉、幼麵或油麵擇一，較高成本的烏冬和伊麵後來才有，即食麵通常是大光麵，有部分麵檔會提供出前一丁麵餅但可能要另加錢。
- 河粉
- 米粉
- 米線
- 油麵
- 幼麵
- 粗麵
- 伊麵
- 烏冬
- 即食麵

## 湯底
早年可供選擇的湯底主要有兩三種，都是製作成本較低及製作較快捷的湯底，如用鹽巴和豬油調配的清湯、主要使用咖哩粉調配的咖哩湯，另有牛腩湯底，不過早年的車仔麵本身並沒有供應成本較高及烹調時間較長的牛腩。後來又有沙嗲湯底，至於麻辣、酸辣及冬陰功等則是較後期才出現。
- 沙嗲
- 咖喱
- 牛腩
- 酸辣
- 麻辣
- 清湯
- 冬蔭功
- 鹵水

### 香港其他類似麵食
- 狗仔粉，同時期以低下階層為對象的香港街頭食品。
- 油渣麵，同時期以低下階層為對象的香港豬油麵食。

### 香港其他類型食店
- 大牌檔，源自香港的一種街頭食肆，有部分大牌檔同樣以較低廉的價錢販賣麵食。
- 茶餐廳
- 港式西餐
- 港式快餐
- 冬菇亭

## 外部連結
- 香港新記車仔麵 （页面存档备份，存于） (2007-12-20)